# Kefersteinia mystacina
Kefersteinia mystacina är en orkidéart som beskrevs av Heinrich Gustav Reichenbach. Kefersteinia mystacina ingår i släktet Kefersteinia och familjen orkidéer. Inga underarter finns listade i Catalogue of Life.